# محمد بن عبدالکریم شهرستانی
محمد فرزند عبدالکریم با نام کامل ابی الفتح محمد بن عبدالکریم بن ابی بکر احمد الشافعی الشهرستانی (۴۷۹–۵۴۸) هجری قمری. مورخ مشهور، دانشمند عضو دارالحکمه و جهان‌گرد ایرانی سده ششم که اثر مشهور او الملل و النحل است. او از دانشمندان و متکلمان بزرگ سنی مذهب بود و کتاب‌ها و نوشته‌هایی راجع به آموزه‌های اسماعیلیان نگارش کرده است. 

## زندگی
وی در سال ۴۷۹ هجری قمری در روستای شهرستان در شمال خراسان — بین نیشابور و خوارزم — دیده به جهان گشود و دوران کودکی و تعالیم در زادگاه خود فرا گرفت. وی در نیشابور فقه شافعی و کلام اشعری را فرا می‌گیرد و در وادی فلسفه نیز گامهایی برداشته است. ایشان تعالیم خود نزد علماء برجستهٔ عصر خود مانند: احمد الخواجه، و ابی القاسم الانصاری، و ابی الحسن المدائنی، و ابی نصر بن القاسم القشیری به پایان رسانید.
ایشان نیز مانند علماء عصر خویش علاقه به سفر و انتقال داشت و از نواحی مختلف دیدن نمود من‌جمله خوارزم و خراسان. در عمر ۳۰ سالگی برای فریضهٔ عمره رهسپار مکه شد در سال ۵۱۰ هجری قمری. بعد از اداء عمره به بغداد رفت و ۳ سال در آنجا گذراند. در این مدت در مدرسهٔ نظامیه کسب علم نمود. وی در سال ۵۴۸ هجری قمری این دار فانی را بدرود حیات گفت. آرامگاه وی (آرامگاه علامه شهرستانی) در دهستان شهرستانه ،‌ بخش نوخندان ، شهرستان درگز قرار دارد.

## آثار
در فلسفه کارهایی کرده مثل افزودن بر نقل و بررسی سخنان فیلسوفان در کتابهای مختلف، کتابی مستقل در نقد اندیشه‌های ابن سینا نگاشته‌است.
- ملل و نحل
- المصارعات و مصارعة الفلاسفة (در زمینه اقسام وجود، توحید واجب الوجود و حدوث و قدم عالم به نقد دیدگاه ابن سینا پرداخته است)[۳]
- نهایة الاقدام فی علم الکلام  (به نقد شیعیان و گاه به سخره گرفتن آنان می‌پردازد)[۴]
- مفاتیح الاسرار و مصابیح الابرار
- مجلس في الخلق والأمر.
- بحث في الجوهر الفرد.
- مفاتيح الأسرار ومصابيح الأبرار.
- رسالة في المبدأ والمعاد.
- المناهج في علم الكلام.
- دقائق الأوهام.
- شبهات أرسطو وبرقلس وابن سينا ونقضها

خواجه نصیر الدین طوسی در پاسخ به المصارع کتابی تألیف کرده که آن را مصارع المصارع نامیده‌است و در این کتاب نظرات شهرستانی را سخیف می‌شمارد.    — شهرستانی را متکلمی اشعری مسلک تصویر می‌کند، ولی در کتاب تفسیر قرآن خویش  مفاتیح الاسرار و مصابیح الابرار همچون یک شیعه اسماعیلی سخن می‌گوید.